# Agility

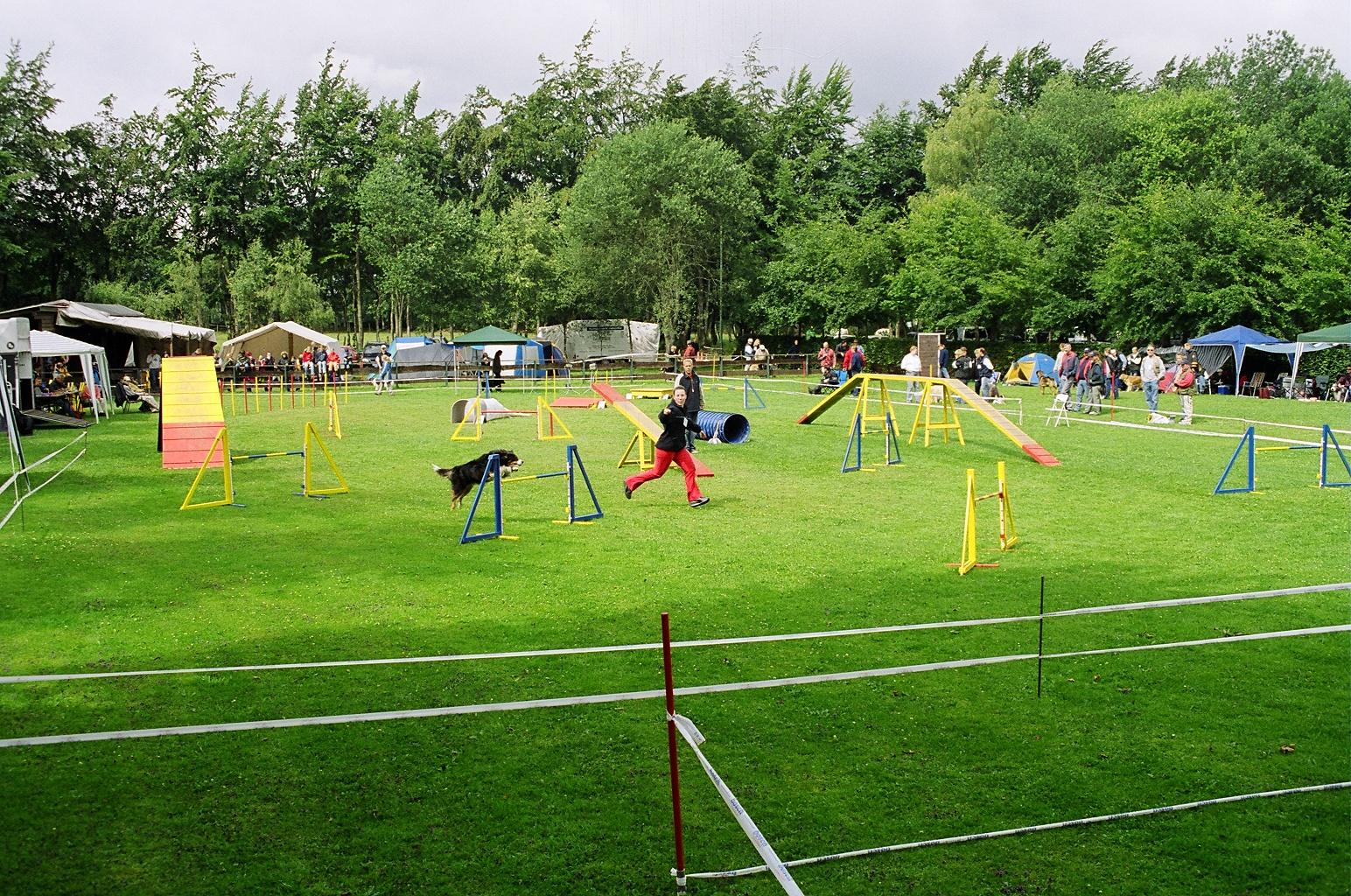
Torneo de agility.

Agility es una modalidad competitiva donde un guía dirige a un perro sobre una serie de obstáculos, los cuales tiene que librar de manera limpia y lo más exacta posible, compitiendo contra reloj. Los perros participan sin correa y sin juguetes, recibiendo como único incentivo los comandos verbales y gestuales que reciben de sus guías. Estos no deben tocar al perro ni a los obstáculos, excepto de manera accidental. Consecuentemente, el control del guía radica en la voz y el lenguaje corporal, lo que requiere no solo un entrenamiento técnico excepcional, sino de una gran compenetración y sincronía entre el perro y su guía.
En su forma más sencilla, el circuito de agility consiste en un determinado número de obstáculos, en donde un juez diseñará el orden que el perro deberá seguir para así completar la prueba conforme al reglamento.
Los circuitos son lo suficientemente complicados para que el perro no pueda terminarlos correctamente sin dirección humana. Durante la competencia, el guía decidirá las estrategias a seguir para dirigir al perro a través del recorrido, combinando velocidad y precisión ya que ambas son igualmente importantes. Existen varias técnicas de conducción que ayudan a compensar, tanto la diferencia de velocidad de desplazamiento, como las fortalezas y/o debilidades entre los perros y sus manejadores (guías). Pero lo que más ha impulsado la popularidad de esta actividad deportiva, es que el manejador (guía) y el perro se divierten.

## Historia
La agilidad o el agility (en inglés) fue creado por el adiestrador canino Peter Meanwell en la primera mitad de los años 70. La popularidad y reconocimiento de este deporte se debe a su presentación durante el Show canino de Crufts en 1977, como una forma de entretener a los visitantes de esta famosa exposición canina. En 1978, se hizo la primera presentación formal consistente en dos equipos. La aceptación del público fue total al grado que inmediatamente se planeó organizar una presentación al año siguiente. Esta vez se incluyeron tres equipos. Rápidamente, está disciplina en ciernes, adquirió tantos seguidores y admiradores que se convirtió en una actividad deportiva. En 1980, el agility fue reconocido de forma oficial como deporte canino por el Kennel Club (UK).

## Obstáculos homologados por la Federación Cinológica Internacional

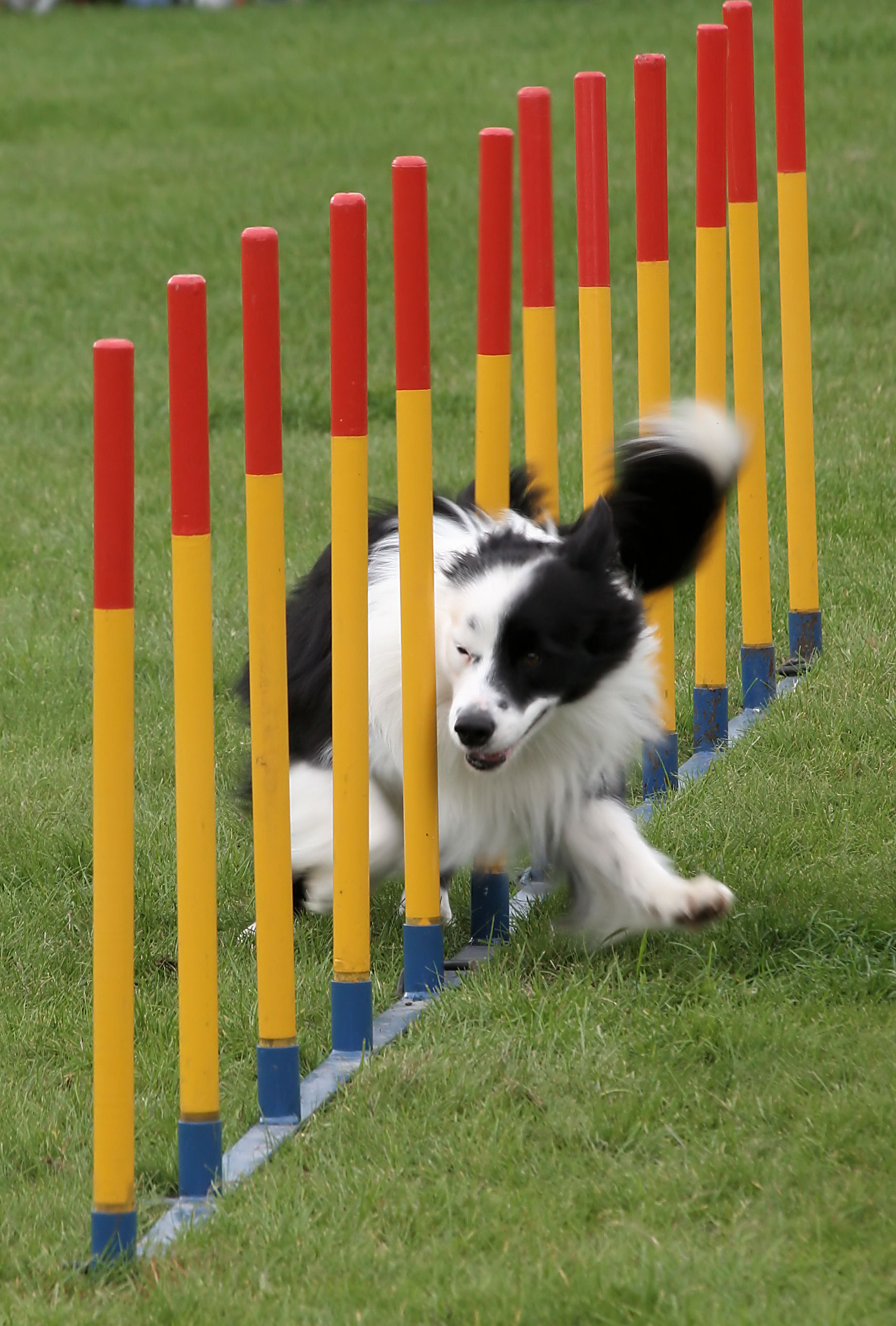
Collie de la frontera pasando el obstáculo de eslalon.

- Las vallas.
- El balancín.
- El neumático o rueda.
- El viaducto o muro.
- La empalizada.
- La ría.
- El salto de longitud.
- La mesa.
- El eslalon.
- La zona de parada o mesa.
- El túnel rígido.
- La pasarela.
- Los caballetes.
- El túnel flexible.

## Agilityen el mundo
El agility canino es un deporte a nivel mundial con organizaciones que regulan y realizan competiciones a nivel internacional.

### Reino Unido
En Reino Unido, perros de todas la tallas y orígenes (pura raza o mezclas) serán elegibles y aptos para competir siempre que cuenten con los siguientes requisitos:
- Registro con la asociación que organizó el evento.
- El animal tendrá un mínimo de 18 meses de edad.
- Animales saludables sin enfermedades infecciosas o contagiosas.
- Perros con temperamento estable que no comprometan la seguridad de las demás personas y animales en el evento.
- Animales que no presenten ninguna anomalía —o condición física— la cual les provoque sufrimiento o dolor a la hora de competir.

En la mayoría de los países es aceptado cualquier tipo de perro. Aunque los canes muy grandes (tipo molosos) raramente participan, ya que su mismo peso y musculatura, les hace difícil competir contra tiempo para superar en velocidad a otras razas más ligeras y ágiles dentro de su misma categoría. En la clase «maxi», «standard» o «std», en lugar de verse a un mastín suele encontrarse frecuentemente a la raza border collie o pastor belga (Malinois).

### México
Antes de darse a conocer por todo el continente europeo, el agility llega a América en 1986 a través de Kenneth Tatsch, quien apoyado por una marca comercial presenta el agility en Estados Unidos. En 1994 un entusiasta grupo de Toluca apoyado con técnicas españolas, así como un grupo veracruzano apoyado en técnicas americanas, inician el agility en México.
En 1997 se convoca el Primer Seminario de Agility, avalado por la Federación Canófila Mexicana e impartido por Kenneth Tatsh, creando un gran entusiasmo entre los agilitistas mexicanos. Se programan entrenamientos dentro de los diferentes grupos: Aguascalientes, D. F., Estado de México, Jalisco, Puebla, Guanajuanto o Nuevo León. Dándose exhibiciones en diferentes lugares de la República Mexicana y participando durante la Expo Mundial de México en 1999.
Con el respaldo de la AKC y USDAA, así como de las autoridades de agility de la FCM., se adapta un reglamento para las competencias en México. Dando inicio al agility de forma oficial en octubre de 1999.
En marzo de 2000, imparten cursos el Sr. Dan Dege, representante del AKC, y el Dr. Magallanes, ambos jueces del AKC. Se gradúan nuevos jueces de agility mexicanos pudiendo realizar diversas competencias y selectivos durante el 2000.
Debido al gran impulso y desarrollo que las actividades canófilas en México han tenido, a partir del 6 de octubre de 2007, los clubes de agility mexicanos se han descentralizado y ahora pueden participar tanto en los circuitos de la FCM como en los de la UCAM afiliada a la USDAA.

### Chile

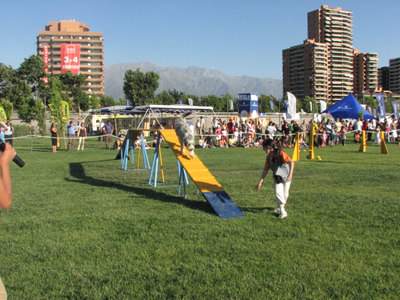
Torneo de agility.

Si bien desde hace unos 4 años que se introdujo este deporte en el país, oficialmente se inició en 2007 con la creación de la Comisión Chilena de Agility (CCA). Existen 10 clubes (3 en Santiago, 1 en Viña del Mar, 1 en La Calera, 1 en Rancagua, 1 en Osorno y 3 en Temuco) siendo el Club de Agility uno de los pioneros.
El agility está teniendo un crecimiento importante y ya cuenta con una competencia oficial: Campeonato Chileno de Agility que entrega puntaje para el Ranking Nacional con el cual se definen los Campeones Nacionales de cada categoría y la selección nacional.
Las razas de perros más habituales que conforman las duplas en competencia son: border collie, pastor de Shetland, labrador, perros mestizos, poodle, pastor alemán.

### España
En 1988 se funda en España el primer club de agility, el Centro Canino Boadilla, de la mano de Joaquín Rodríguez Almagro, al amparo del Club Español de Adiestramiento Canino CEAC del que era vocal, siendo su primera ubicación en el municipio de Boadilla del Monte (Madrid), y como reconocimiento al apoyo brindado por el Ayuntamiento se incorporó su nombre a la denominación del club, pasando a llamarse Club de Agility Boadilla (posteriormente por cambios de ubicación se llamó Club Agility Boadilla Petercan y actualmente Deporcan).
El Club Español de Adiestramiento Canino de la mano de Carlos Durán Barquero, secretario del CEAC trajo a España en abril de 1988 a Mr. Peter Lewis, uno de los creadores del agility y primer juez de este deporte, para impartir lo que sería el primer curso de formación para monitores y jueces de agility y se publicó el primer reglamento de Agility.
Con posterioridad se nombraron los primeros jueces oficiales para pruebas de agility fueron Juan Antonio Lanzó (Galicia), Juan García Rudilla (Alicante) y Joaquín Rodríguez Almagro (Madrid), todos ellos formados en el primer curso de agility impartido por Peter Lewis.
A partir de este momento el desarrollo y la difusión del agility en España sería ya imparable celebrándose los primeros Campeonatos de España.
Un año después del primer curso de agility se obtuvieron los primeros resultados. En abril de 1989, en Amberes, se celebró el Primer Master Agility de Europa Royal Canin. Fue juzgado por uno de los creadores del agility junto a Mr. Peter Lewis, M. John Gilbert, juez británico, teniendo España representación en dicha competición.
El equipo español lo formaban Joaquín Rodríguez con KISSY y Esteban Díez con KITT del Club Agility Boadilla, Gerardo Stratermans con Issis del Club Star Can, y Antonio Lanzó con CAESAR del Club Negreira, quedando en sexto lugar.
A partir de dicho acontecimiento se empezaron a formar diferentes clubs de Agility en España.

#### Historia RSCE
En 1991, debido a discrepancias surgidas sobre la participación de perros con o sin pedigree en las pruebas de agility entre la Real Sociedad Central de Fomento de las Razas Caninas en España (RSCFRCE y a partir de 1995 RSCE Real Sociedad Canina de España) que no aceptaba perros sin pedigree en sus concursos y el CEAC (Club Español de Adiestramiento Canino) que fomentaba la participación de todos los perros sin exclusiones tuviesen o no pedigree, se crea una escisión en la organización de las pruebas de agility y surge un nuevo grupo de agility: La Princesa. La RSCFRCE reconoce esta modalidad. Así fue como a finales de 1991 se organiza en Alcorcón el I Campeonato de España de Agility para perros con pedigree de la RSCFRCE en el que participaron los tres clubes reconocidos en ese momento: La Princesa de Madrid, Xeic-Zoo/Park de Barcelona y Cave-cane de Granada.
Poco a poco van apareciendo nuevos clubes de Agility, la RSCE desarrolla su Primer Curso para la formación de jueces de agility y se celebra el II Campeonato de España en el Recinto Ferial Juan Carlos I de Madrid. Poco después, en la Feria de Muestras de Valencia nace otra competición: el I Slalom de Oro de Agility.
En el año 1993 los grupos de agility pioneros en España procedentes del CEAC (Boadilla de Madrid, Alto Vinalopó y StarCan de Alicante y Negreira de A Coruña) se agrupan bajo una misma dirección dependiente de la Real Sociedad Canina de España, consiguiendo así que aumentase el número de participantes; España obtiene importantes éxitos internacionales; en la RSCE se crea una sección específica de agility con personal especializado y medios informáticos; se celebra el III Campeonato de España patrocinado por Royal Canin y, al día siguiente en el ring de honor, el II Slalom de Oro patrocinado por Pedigree Pal.

#### Historia UCA
Bajo el lema de unir y agrupar a los Clubes de Agility existentes en España para guardar sus intereses y defender sus derechos, se constituyó el 12 de octubre de 2006 en Madrid, la Unión de Clubs de Agility (UCA).
A la firma del acta fundacional de la Asociación, se dieron cita en el municipio madrileño de San Martín de la Vega, veintiún clubes de Agility en las Islas Baleares, Madrid, Castilla-La Mancha, Comunidad Valenciana, Castilla y León, Cantabria, Cataluña, Aragón, Andalucía y Murcia.
Entre sus fines destacan: el reconocimiento oficial del agility como deporte en todo el ámbito territorial del Estado español. El fomentar, promocionar y divulgar la práctica del agility y sobre todo despertar el espíritu de solidaridad de todos sus asociados y un compromiso decidido en la construcción de una Organización con unas estructuras justas y democráticas, con total igualdad entre participantes independientemente del origen o raza del perro.

#### Historia RFEC
En 2011, la Asamblea General de la Real Federación Española de Caza (RFEC) aprobó, por unanimidad, la integración del agility como nueva modalidad deportiva, recibiendo su reconocimiento definitivo por parte del Comité del Consejo Superior de Deportes (CSD), en mayo de 2013 con publicación en el Boletín Oficial del Estado n.° 142 del 14 de junio de 2013, siendo por fin reconocido el agility en España como deporte oficial de pleno derecho.
Campeones de España de Agility
| Año  | Lugar               | Cat.30                                    | Cat.40                                    | Cat.50                                      | Cat.60                                     | Cat.Paragility                                |
| 2014 | Comunidad de Madrid | Estibaliz Pereda, club Deporcan con Izzie | Juan Carlos Redondo, club Tandem con Milo | Raquel Garrido, club Tandem con Magic Black | Enrique Alonso, club Back & White con Kira | Ángel Manuel González, club Agilcan con Queen |
| ---- | ------------------- | ----------------------------------------- | ----------------------------------------- | ------------------------------------------- | ------------------------------------------ | --------------------------------------------- |

## Campeonatos internacionales
El agility se ha transformado en un deporte de gran crecimiento en gran parte del mundo. Tal ha sido su aceptación que se han generado competencias de gran relevancia mundial como son el Campeonato Mundial de Agility —cuya última versión 2007 se realizó en Noruega— en el que participan selecciones de gran parte del planeta. Este año la Copa del Mundo se realizará en Francia y comenzará el 7 de octubre. En la misma participarán más de 30 países, entre ellos Argentina, Bélgica, Brasil, China, Dinamarca, Italia, Japón, Eslovaquia, Suecia y República Checa.
Los equipos:
- Argentina: Pablo Ricardo Behrendt, Mara Morales, Nicole Manes y María Suárez.
- Bélgica: Johan Renders, Gert Danckaers, Marc Van Beeck, Sally Andrews, Stan Peeters, Theo Uten, Andy De Groote, Els Verbeke, Johan Vos, Veronique Leers, Fons Robben, Ivo Tielens, Jonas Snoeks y Ronald Vlemincx.
- Brasil: Prado Paulo, Wroblewski Samy, Abu Laila Samir, Moreno Souza da Luz Bruno, Razel Vivian, Rocha Vieira Tiago, Schcolnik Alexander, Schubert Aurelio y Silva Katia.
- China: Ning Wei, Xiang Yao y Gao Bo.
- Dinamarca: Crone Hog Maj brit, Rasmussen Susanne, Elene Christensen Jane, Elm Orsted, Lerche Poul, Lorentzen Sarah, Nielsen Vivian, Reinhard Regin, Hoffmeister Gitte, Homlegaard Krat Ann-britt, Metz Pia, Tell Tommy, Holten Moller Julie, Kjaer Jesper, Prier Susanne y Rose Lillian.
- Italia: Ascenzi Sergio, Bertuletti Ezio, Ciaghi Paolo, Marcato Carlo, Occhini Andrea, Sicignano Gervasio, Spinazza Valeria, Unkauf Irene, Babini Omar, Bascialla Massimo, Quinzio Marzia, Toniolo Veronique, Galleri Serena, Giraudi Nicola, Raimondi Luca y Verri Naima.
- España: Jonathan Guillem, Oscar Muñiz, Jenny Funke, Albert Ulldemolins, David Gil, Antonio Molina, David Molina, Mario Rodríguez y Rafa Arjona.
- Japón: Nemoto Rie, Fujita Toru, Inagawa Hideya, Nagata Takumi, Nakao Naotsugu, Takahashi Shunji, Ojima Yuriya, Shinya Kazumi, Kawabata Yujiro, Suzuki Takayuki, Maho Yamaguchi, Morikawa Noriko, Soeda Yasunobu y Yoshida Chikado.
- Eslovaquia: Lukacova Iveta, Vakonicova Martina, Capkova Marcela, Lukac Roman, Potfajova Helena Eggoray, Bednarikova Dagmar, Novakova Olga, Antalova Miriama, Kratky Pavel, Vakonic Pavol y Vetrakova Zuzana.
- Suecia: Nilsson Jens, Damm Jenny, Elfstom Malin, Emanuelsson Isabelle, Gunnarsson Asa, Mattsson Stina, Ericsson Martina, Gullberg Alexandra, Hillbom Lovisa, Karlsson Johanna, Lindskog Malin, Hylander Elin, Isoluma Richard, Karlsson Anne, Sjoberg Thobias y Soderman Asa.
- República Checa: Spolek Zdenek, Wasserbauerova Martina, Kralova Tereza, Liska Radovan, Smocek Jan, Vaskebova Martina, Hamsikova Petra, Klimesova Martina, Motyckova Michaela, Schovancova Nikola, Hajdukova Lenka, Klozova Jitka, Konecna Martina y Mandova Renata.[3]

Otra de las competencias que se realizan es América y el Caribe en el cual compiten, principalmente, las selecciones latinoamericanas y cuya versión 2008 se realizó en Buenos Aires. A nivel mundial se agrupa a través de la FCI, AKC y USSDA.